# ایر فرانس

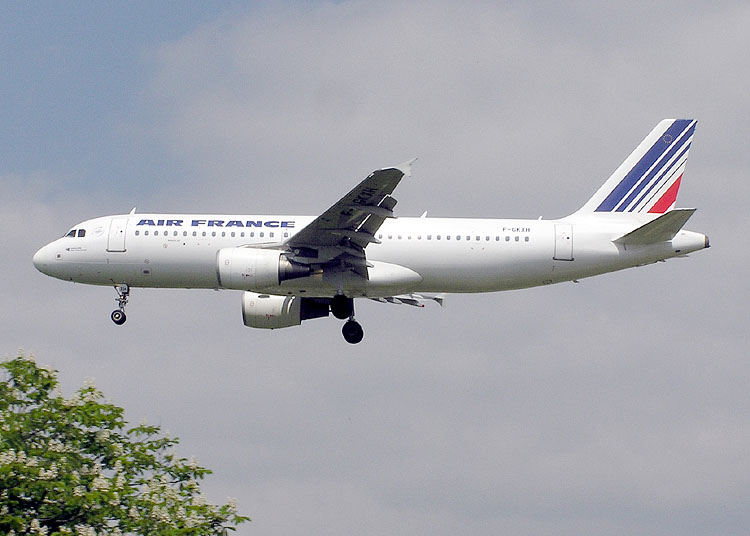
هواپیمای ایرباس A۳۲۰–۲۰۰ ایرفرانس

ایر فرانس (تلفظ فرانسوی: [ɛ:ʁ fʁɑ̃s]-به‌طور رسمی Société Air France SA) شرکت هواپیمایی حامل پرچم کشور فرانسه است که دفتر مرکزی آن در ترامبله آنفرانس، در شمال شهر پاریس قرار دارد. ایر فرانس-کی‌ال‌ام شرکت مادر این شرکت هواپیمایی محسوب می‌شود که عضو اتحادیهٔ اسکای‌تیم است. ایر فرانس در سال ۲۰۱۱ میلادی به ۳۲ مقصد در داخل فرانسه و همچنین به ۱۶۸ مقصد در ۹۳ کشور جهان (شامل شهرستان‌ها و قلمروهای ماورابحار فرانسه) پروازهای مسافربری تجاری و ارسال بار انجام می‌داد. در سال ۲۰۱۵ میلادی، ایر فرانس جمعاً ۴۶٬۸۰۳٬۰۰۰ تن مسافر را جابه‌جا کرده‌است. و همواره سالانه ۶۹ میلیون نفر را جابه جا میکند.
قطب اصلی این شرکت، فرودگاه شارل دوگل است و فرودگاه اورلی، فرودگاه لیون-سینت اگزوپری، فرودگاه مارسی پروانس، فرودگاه تولوز-بلانیاک، و فرودگاه نیس کوت دازور نیز به عنوان قطب ثانویه مورد استفاده قرار می‌گیرند.
ایر فرانس در ۷ اکتبر سال ۱۹۳۳ از ادغام ایر اورینت، ایر یونیون، شرکت پرتال هوایی عمومی، شرکت بین‌المللی ناوبری فرانسه (CIDNA)، و شرکت ترابری هوایی (SGTA) تشکیل شد. در دوران جنگ سرد از سال ۱۹۵۰ تا ۱۹۹۰، ایر فرانس یکی از ۳ خطوط اصلی شرکت‌های هواپیمایی متحدین بود که به فرودگاه‌های برلین غربی، فرودگاه برلین تمپل‌هوف و فرودگاه برلین تگل پروازهای برنامه‌ریزی‌شدهٔ منظم انجام می‌داد.
بین آوریل ۲۰۰۱ تا مارس ۲۰۰۲، این شرکت هواپیمایی ۴۳٫۳ میلیون مسافر را جابه‌جا کرد و ۱۲٫۵۳ میلیارد یورو درآمد داشت. ایر فرانس در نوامبر ۲۰۰۴ با انجام ۲۵٫۵٪ پروازهای اروپا، عنوان بزرگترین شرکت هواپیمایی اروپا را از آن خود کرد.
ناوگان ایر فرانس را ترکیبی از هواپیماهای جت پهن‌پیکر ایرباس و بوئینگ تشکیل می‌دهد که در پروازهای کوتاه‌مدت از هواپیماهای ایرباس ای ۳۲۰ استفاده می‌کند در حالی در پروازهای بلندمدت معمولاً از هواپیماهای ایرباس و بوئینگ پهن‌پیکر استفاده می‌کند. ایر فرانس برای نخستین بار در در ۲۰ نوامبر ۲۰۰۹ از هواپیمای ایرباس ای۳۸۰ که بزرگترین و مجهزترین هواپیماهای مسافربری جهان است در مسیر فرودگاه شارل دوگل پاریس تا فرودگاه جان اف کندی نیویورک استفاده کرد.
شرکت هواپیمایی هاپ! شرکت زیرمجموعهٔ ایر فرانس است که پروازهای داخلی در فرانسه و کشورهای اروپایی را انجام می‌دهد و دارای جت‌های منطقه‌ای در ناوگان خود است.

## مقصدهای پروازی
ایر فرانس در سال ۲۰۱۱ میلادی به ۳۲ مقصد در داخل فرانسه و همچنین به ۱۶۸ مقصد در ۹۳ کشور جهان (شامل شهرستان‌ها و قلمروهای ماورابحار فرانسه) در ۶ قارهٔ جهان پروازهای مسافربری تجاری و ارسال بار انجام می‌داد. این فهرست شامل مقصدهای حمل بار و مقصدهای شرکت‌های زیرمجموعه مانند کورسیکا ایر، سیتی‌جت و هاپ! نیز می‌شود.
اکثر پروازهای بین‌المللی ایر فرانس از فرودگاه شارل دوگل پاریس انجام می‌شوند هرچند که در فرودگاه اورلی، فرودگاه لیون-سینت اگزوپری، فرودگاه مارسی پروانس، فرودگاه تولوز-بلانیاک، و فرودگاه نیس کوت دازور نیز حضور پررنگی دارد.

### قطب‌های پروازی
- فرودگاه شارل دوگل پاریس: قطب میان‌قاره‌ای و بزرگترین قطب ایر فرانس که به همهٔ مقصدهای ایر فرانس از این فرودگاه پرواز انجام می‌شود و روزانه به ۳۳۵ مقصد پرواز خروجی برگزار می‌شود. این فرودگاه قطب شرکت هواپیمایی زیرمجموعهٔ ایر فرانس، هاپ! نیز هست.
- فرودگاه اورلی: دومین قطب بزرگ ایر فرانس است و ایر فرانس از طریق آن روزانه به ۴۰ مقصد در سراسر جهان پرواز انجام می‌دهد. این فرودگاه قطب شرکت هواپیمایی زیرمجموعهٔ ایر فرانس، هاپ! نیز هست.
- فرودگاه لیون-سینت اگزوپری: سومین قطب بزرگ ایر فرانس است و ایر فرانس از طریق آن روزانه به ۳۷ مقصد در اروپا و فرانسه پرواز انجام می‌دهد. این فرودگاه قطب شرکت هواپیمایی زیرمجموعهٔ ایر فرانس، هاپ! نیز هست.
- فرودگاه مارسی پروانس: تازه‌ترین قطب ایر فرانس است و ایر فرانس از طریق آن روزانه به ۳۰ مقصد در اروپا، آفریقا و فرانسه پرواز انجام می‌دهد.
- فرودگاه نیس کوت دازور:ایر فرانس از طریق این فرودگاه به ۴ مقصد در فرانسه پرواز انجام می‌دهد.
- فرودگاه تولوز-بلانیاک: ایر فرانس از طریق این فرودگاه به ۱۴ مقصد در فرانسه پرواز انجام می‌دهد.

### قرارداد نماد مشترک
ایر فرانس با شرکت‌های هواپیمایی زیر قرارداد نماد مشترک دارد (اوت ۲۰۱۶):
- ایر آستانه[۴]
- ایر استرال
- کورسیکا ایر
- ایر موریشوس
- ایر سیشل
- ایر صربیا
- ایر تاهیتی نوی
- ایربالتیک
- ایرکالین
- آلاسکا ایرلاینز
- آستریا ایر
- هواپیمایی آذربایجان
- بانکوک ایرویز
- بلغاریا ایر
- Chalair Aviation
- هواپیمایی کرواسی
- هواپیمایی اتحاد[۵]
- فن‌ایر (وان‌ورلد)
- فلای‌بی
- هواپیمایی گرجستان
- گول ایر ترانسپورت
- خطوط هوایی ژاپن (وان‌ورلد)
- لوکزایر
- Monacair[۶]
- مونته‌نگرو ایرلاینز
- هواپیمایی بین‌المللی پاکستان
- قطر ایرویز (وان‌ورلد)
- سوئیس اینترنشنال ایرلاینز (استار الاینس)
- تاگ آنگولا ایرلاینز
- هواپیمایی بین‌المللی اوکراین
- وست جت

## ناوگان هوایی

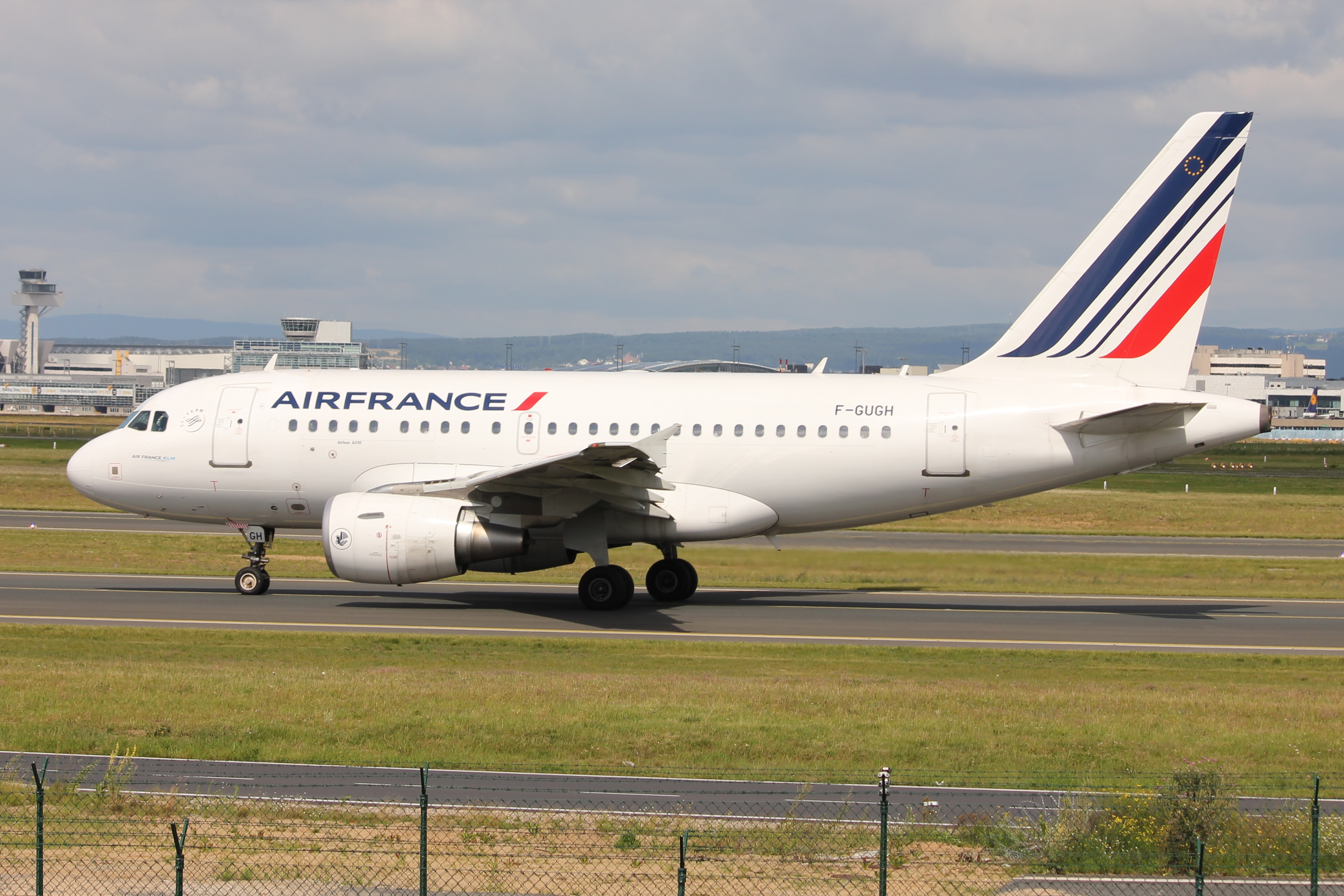
ایرباس ای۳۱۸

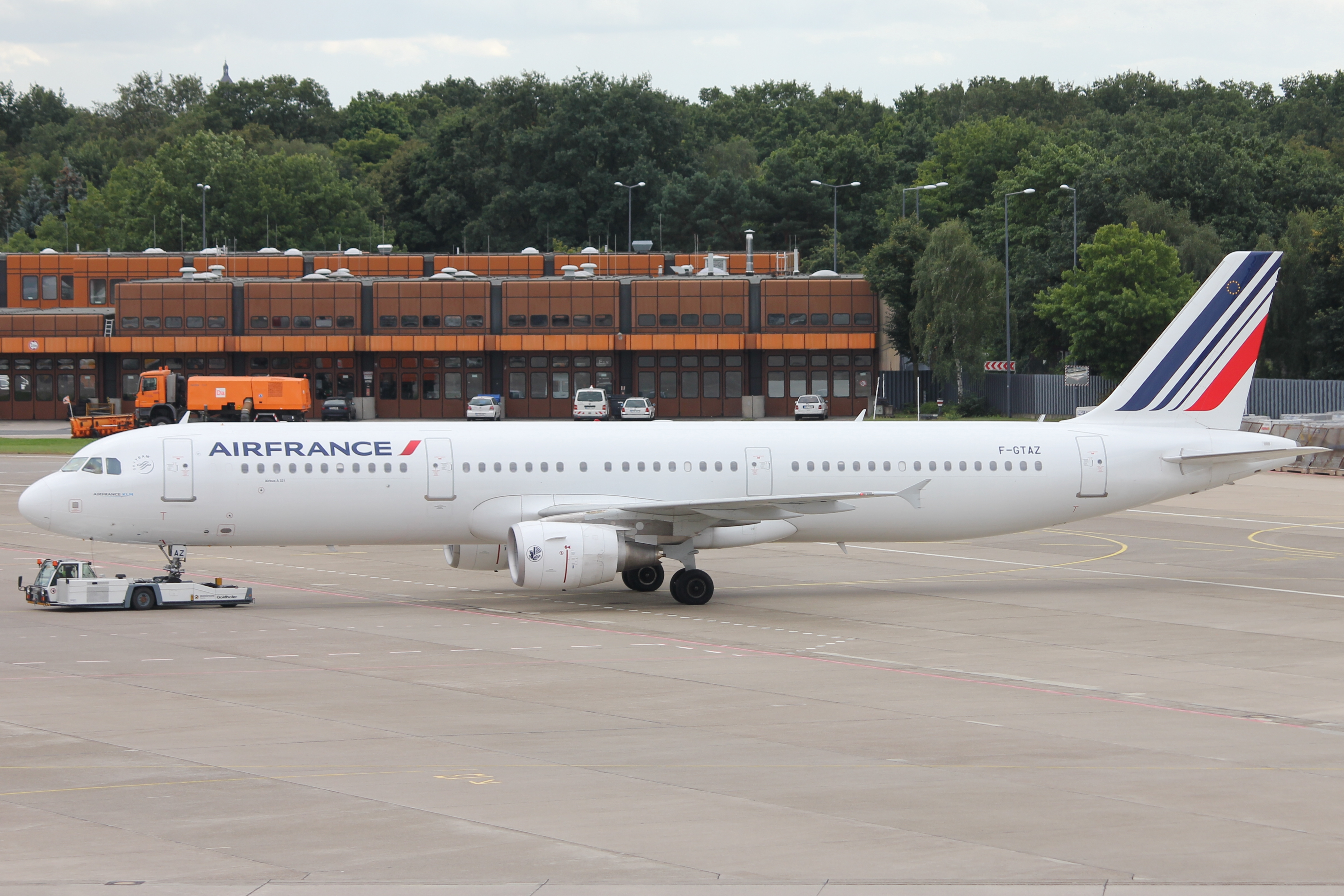
ایرباس ای۳۲۱–۲۰۰

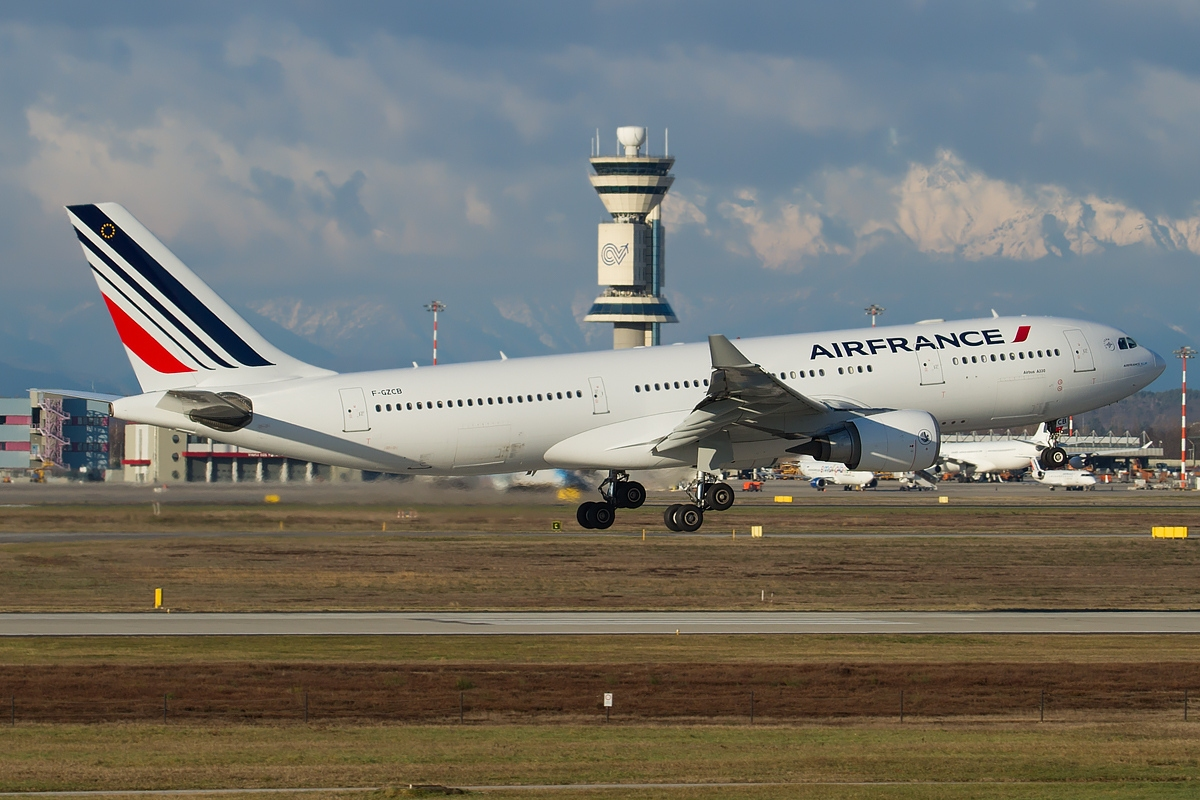
ایرباس ای۳۳۰

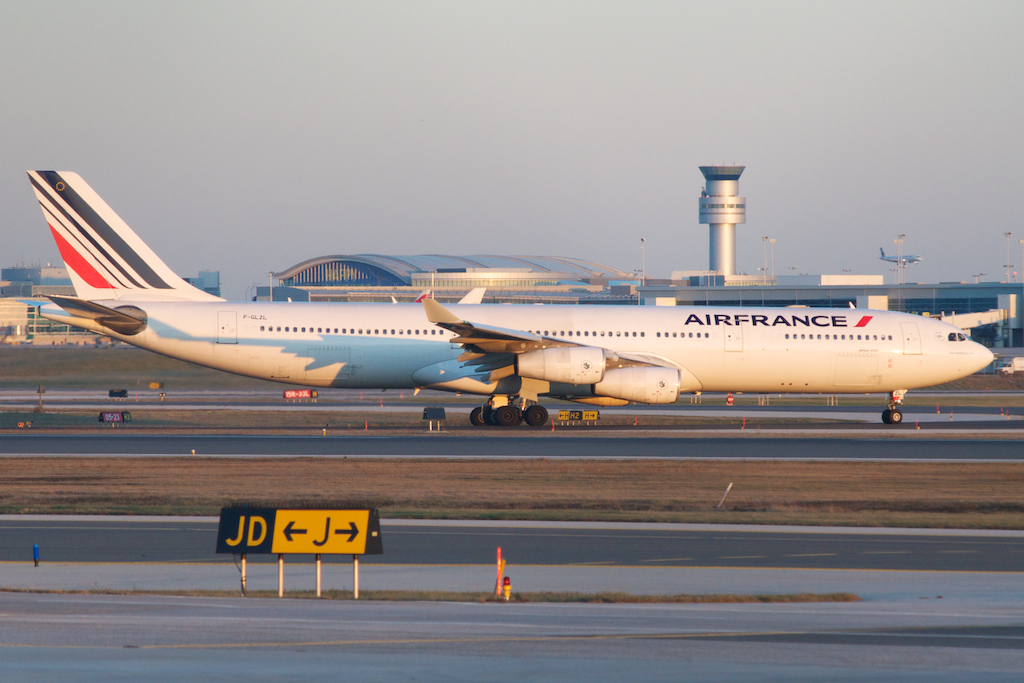
ایرباس ای۳۴۰–۳۱۳ ایکس

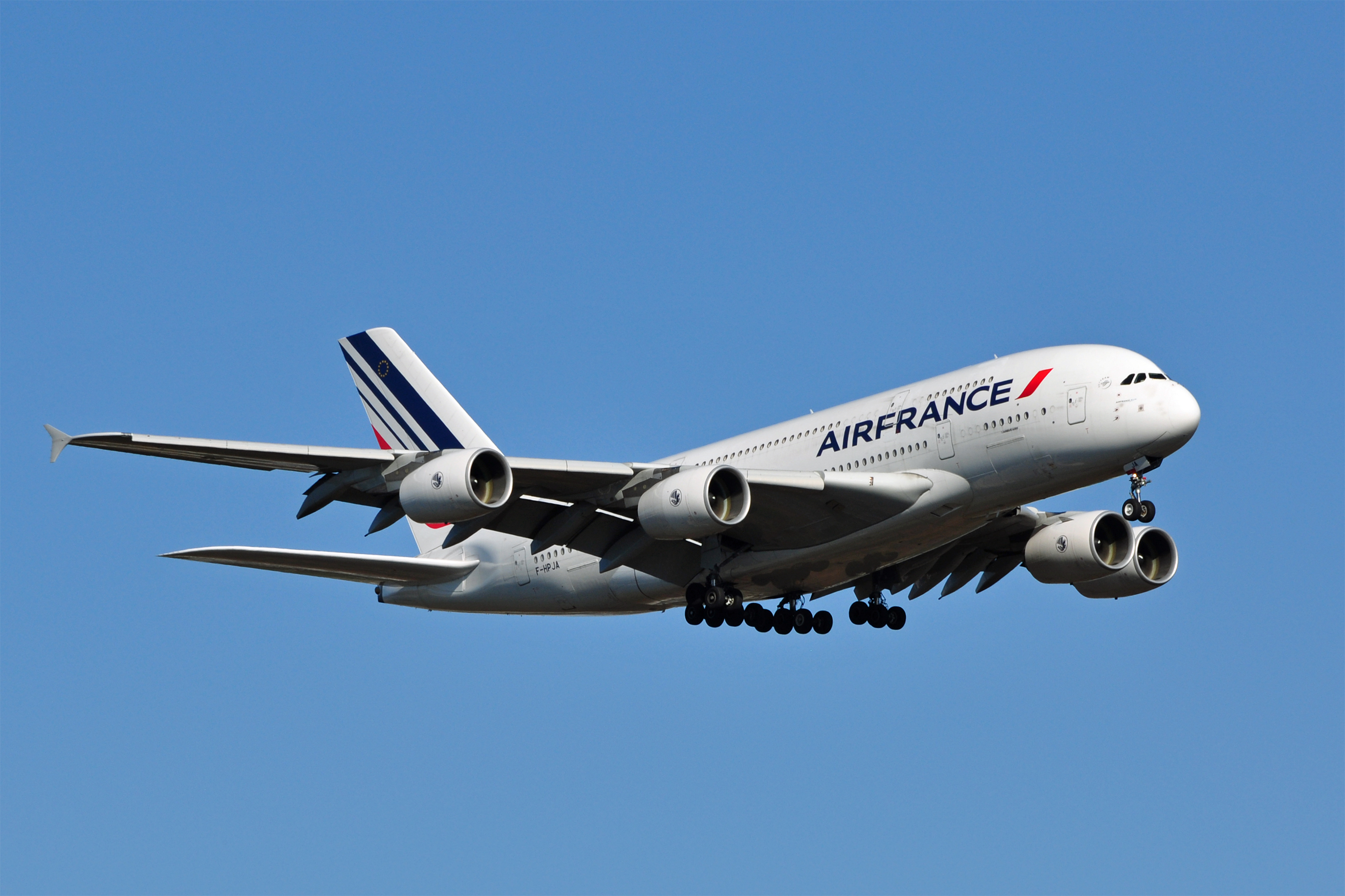
ایرباس ای۳۸۰

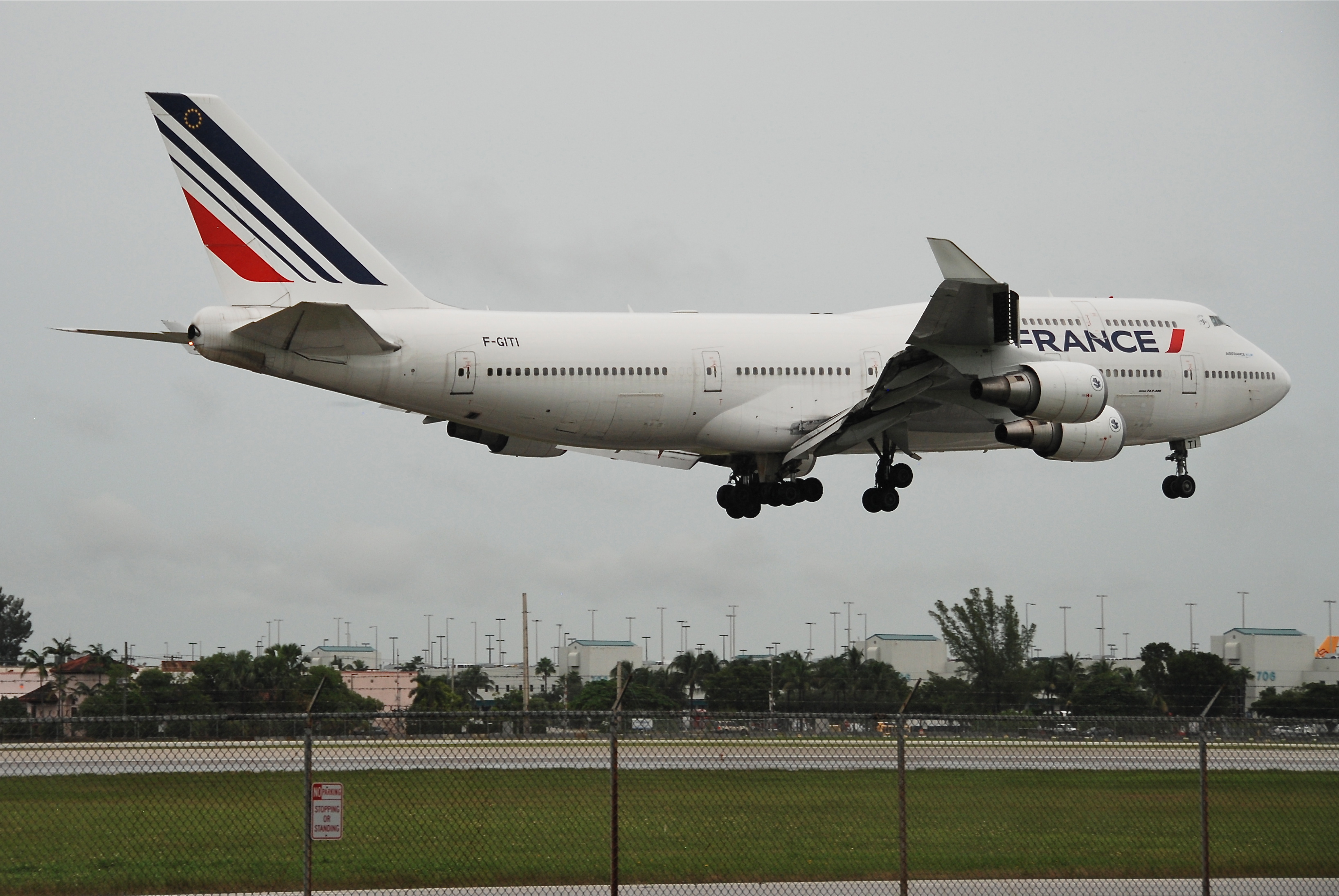
بوئینگ ۷۴۷-۴۰۰

بنا بر داده‌های آوریل ۲۰۱۶ میلادی، ناوگان هوایی ایر فرانس دارای میانگین سن ۱۱٫۷ سال بوده و فهرست آن به شرح زیر است: